# Municipio de Sherbrooke
El municipio de Sherbrooke (en inglés: Sherbrooke Township) es un municipio ubicado en el condado de Steele en el estado estadounidense de Dakota del Norte. En el año 2010 tenía una población de 49 habitantes y una densidad poblacional de 0,53 personas por km².

## Geografía
El municipio de Sherbrooke se encuentra ubicado en las coordenadas 47°27′20″N 97°39′55″O / 47.45556, -97.66528. Según la Oficina del Censo de los Estados Unidos, el municipio tiene una superficie total de 93.18 km², de la cual 93,18 km² corresponden a tierra firme y (0 %) 0 km² es agua.

## Demografía
Según el censo de 2010, había 49 personas residiendo en el municipio de Sherbrooke. La densidad de población era de 0,53 hab./km². De los 49 habitantes, el municipio de Sherbrooke estaba compuesto por el 100 % blancos. Del total de la población el 0 % eran hispanos o latinos de cualquier raza.